# Soo Yuen Benevolent Association
Soo Yuen Benevolent Association is een vereniging die subsidies geeft aan studenten en ouderen met een van drie bepaalde achternamen. Dit betreft de achternamen van de families: Louie (雷), Fong (方) en Kwong (鄺), die de stichting ooit beheerden.

## Historie
De vereniging is opgericht in 1846, in het 26e regeerjaar van de Qing-dynastie keizer Daoguang, in Shuikou in Kaiping in de Chinese provincie Guangdong. Vanaf 1880 is het hoofdkwartier in San Francisco. Het gebouw waarin zij huisvest is in 1886 gebouwd. Tegenwoordig heeft de Soo Yuen Benevolent Association verenigingshuizen in vele steden in de VS, Canada, Cuba, Singapore, Filipijnen, Fiji, Thailand, Australië, Myanmar en Hongkong.